# In fuga per Hong Kong
In fuga per Hong Kong (Boh lei chun, titolo internazionale Gorgeous) è un film del 1999 diretto da Vincent Kok, con Jackie Chan come protagonista.

## Trama
C.N. Chan è l'uomo dei sogni di molte ragazze. Ma l'unica cosa che gli interessa è il suo lavoro, non si è mai innamorato veramente. Almeno finché non incontra Bu, una stupenda ragazza con un segreto da nascondere. A questo punto inizierà a lottare per l'unica cosa che veramente gli manca nella vita.